# XGI Technology

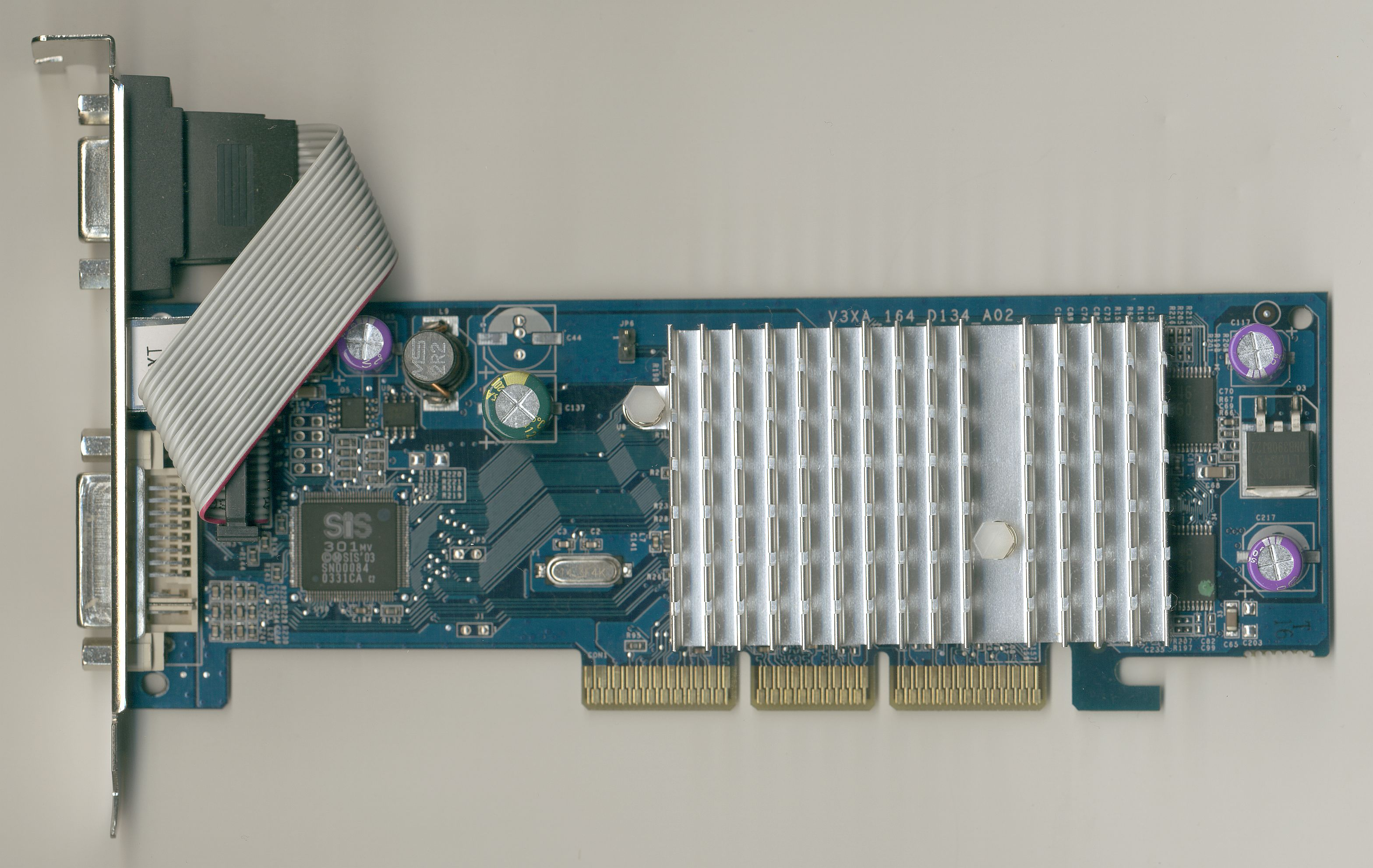
GPU XGI Volari de XGI Technology.

XGI Technology Inc. era una empresa taiwanesa de electrónica, fundada en 2003 a partir de la fusión de los anteriores departamentos de GPU de Trident Microsystems y SiS.  Más concretamente surgió como un spin-off de SiS que compró el departamento de chips gráficos de Trident.
Esta empresa lanzó la serie de GPUs XGI Volari aunque su cuota en el mercado de tarjeta gráfica era muy inferior a la de Nvidia o ATI.
En junio de 2006 su departamento de I+D en China fue vendido a ATI. 
En octubre de 2010 fue comprada por SiS, su anterior matriz. 